# Markus Meckel

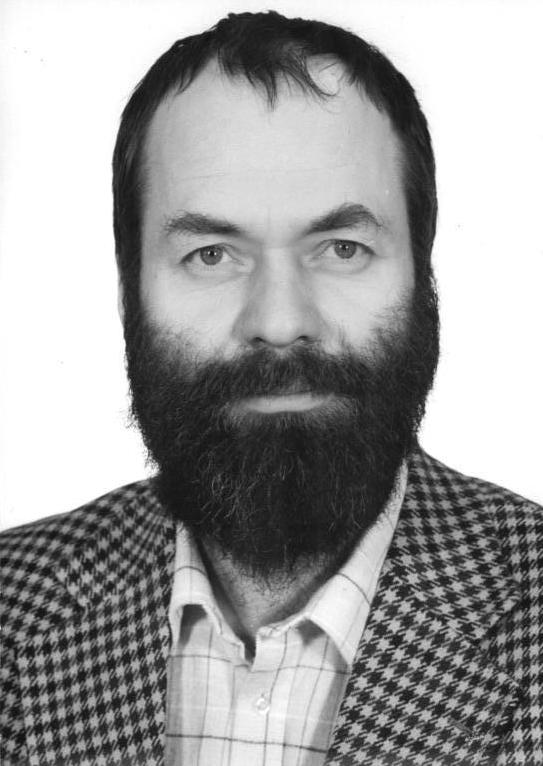
Markus Meckel

Markus Meckel (Müncheberg, 18 augustus 1952) is een Duits sociaaldemocratisch politicus en theoloog. Meckel studeerde theologie in Naumburg en Oost-Berlijn. Van 1982 tot 1988 was hij dominee van de Evangelisch-Lutherse Kerk te Schwante. Sinds de jaren '70 was hij een dissident en opposant van het DDR-regime. Van 1989 tot 1990 leidde hij een oecumenische gespreksgroep. In september 1989 richtte hij met andere dissidenten de Sozialdemokratische Partei der DDR op. In eerste instantie was deze partij verboden, maar na de val van de Berlijnse Muur werd SDP een gelegaliseerde oppositiepartij. Meckel nam deel aan de Ronde Tafel Conferenties en zijn SDP werd bij de eerste vrije verkiezingen in de DDR op een na grootste partij in de Volkskammer (18 maart 1990). In de regering van Lothar de Maizière (CDU) volgde Meckel Oskar Fischer op als minister van Buitenlandse Zaken van de DDR. In augustus 1990 trad Markus Meckel af.
In september 1990 ging de SDP op in de West-Duitse SPD. Van 1990 tot 2009 was Meckel lid van de Bondsdag.
Naast zijn politieke activiteiten is Meckel actief als diaconaal werker.
- Bibliothèque nationale de France: cb12538183n (data)
- CiNii: DA08979060
- Gemeinsame Normdatei: 112088503
- International Standard Name Identifier: 0000 0001 1084 7123
- Library of Congress Control Number: n94111698
- Nationale Bibliotheek van Israël: 987007422458805171
- Nationale Bibliotheek van Polen: a0000003697726
- Nederlandse Thesaurus van Auteursnamen: 227238885
- Réseau des bibliothèques de Suisse occidentale: 02-A006271083
- Système universitaire de documentation: 034648151
- Virtual International Authority File: 114278019
- WorldCat: E39PBJvxmTR6WWg4r8H4GQtBT3